# EgyptAir
EgyptAir (Árabe: مصر للطيران, Misr Lel-Tayaran) é a companhia aérea do Egito com base no Cairo. Propriedade do governo egípcio, oferece com mais de 70 destinos na Europa, África, Oriente Médio e América do Norte. Sua principal base é o Aeroporto Internacional do Cairo.
A EgyptAir é membro da Organização de Cargas Aéreas Árabes. É a segunda maior companhia aérea da África (atrás da Ethiopian Airlines).

## História

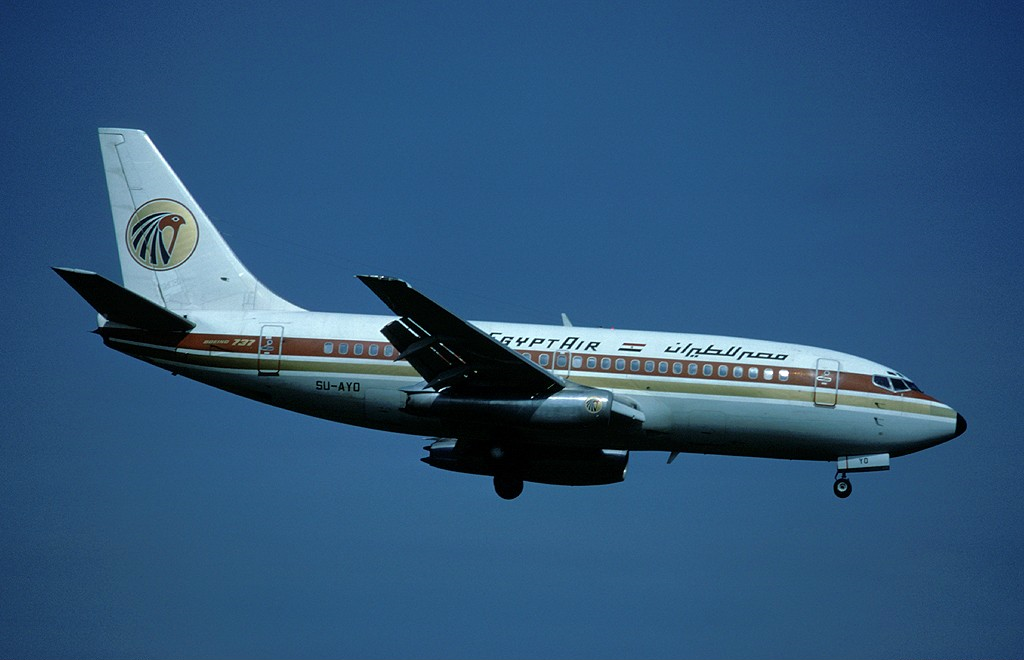
Boeing 737-200 da EgyptAir em 1979.

A companhia foi fundada em 7 Junho de 1932 e começou a operar em Julho de 1933. Ela foi fundada em associação com a Companhia Airwork com o nome de Misr Airwork. Seu nome foi mudado para Misr Air pelo governo egípcio em 1949 durante a Segunda Guerra Mundial. Em Janeiro de 1961 a EgyptAir uniu-se com a Syrian Airways, formando a United Arab Airlines (UAA) como resultado de um novo acordo político estabelecido entre Egito e Síria. Porém, após alguns anos, o acordo deixou de existir. Demorou um certo tempo, até o nome virar EgyptAir em Outubro de 1971. A EgyptAir foi a primeira companhia do Oriente Médio a operar com jatos.
A seguir uma linha do tempo da EgyptAir:
Maio de 1932: EgyptAir é uma das pioneiras do transporte aéreo no mundo,fundada em Maio de 1932 para tornar-se a sétima companhia que mais leva passageiros no mundo.
Agosto de 1933: A EgyptAir começa a sua operação comercial com um cruzador do Cairo a Alexandria.
1935: Um total de 12 De Havilland foram adicionadas ao número de aeronaves. Durante a Segunda Guerra, o governo egípcio toma conta da EgyptAir e muda o nome para Misr Airlines.
1946: O nome foi mudado novamente para MisrAir.
1949: MisrAir compra 10 Vickers Vicking e no ano seguinte, uma aeronave francesa, o Languedoc.
1956: MisrAir junta-se com Syrian Airways e formam uma nova identidade, a United Arab Airlines
1960: UAA realça os voos com o jato Comet 4-c sendo a primeira transportadora do Oriente Médio a utilizar jatos.
1968: UAA introduz 707-320c para lidar com o crescimento do tráfico internacional e operar longas rotas.
1969: A EgyptAir se torna a primeira companhia aérea a utilizar os Boeings 707.
1971: A MisAir e a Syrian Airlines se separam e forma-se a nova identidade: EgyptAir.
Julho de 2002: Pelo decreto Presidencial número 137/2002, EgyptAir se torna estatal com sete subsidiárias.
Maio de 2016: O voo MS804 da EgyptAir, partindo de Paris para o Cairo cai no Mar Mediterrâneo, morrendo, ao todo, 66 pessoas. O avião que fazia a rota era um Airbus A320.

## Operações
EgyptAir é uma companhia estatal com legislação especial, permitindo que a gerência opere como uma companhia privada sem nenhuma interferência do governo. A EgyptAir é uma empresa auto-sustentável, sem nenhuma ajuda financeira do governo egípcio. A EgyptAir arrecadou um lucro de £EGP 303 milhões em 2003/2004, £EGP 442 milhões em 2004/2005 e £485 milhões em 2005/2006.
A EgyptAir é dona da EgyptAir Express e Air Sinai. Ela possui investimentos na Air Cairo (40%) e na Smart Aviation Company (20%). E possui 20.734 funcionários (Março de 2007).
Em 2006, EgyptAir disse que o tráfico de passageiros aumentou em 12% (5,8 milhões).
Em 2007, a Skytraz deu à EgyptAir o certificado de Qualidade de 3 Estrelas,testando a produção e os serviçoes da empresa.
A nova subsidiária da EgyptAir, a EgyptAir Express, opera com o Embraer E-170. Inicialmente a EgyptAir Express irá conectar Cairo com aeroportos domésticos em Sharm el Sheikh, Hurghada, Luxor, Asswan e Alexandria, mas irá operar certos voos internacionais até a metade de 2007, com o objetivo de complementar os voos da EgyptAir.
A companhia aérea está trabalhando arduamente em seus sistemas e na sua estratégia para conseguir ingressar Star Alliance. A empresa está trabalhando muito unida com a Lufthansa. A EgyptAir possui acordos comerciais com outros membros da Star Alliance, como Singapore Airlines, Austrian Airlines, Thai Airways International, Swiss International Airlines, South African Airways, TAP Portugal, Turkish Airlines e mais recentemente com a bmi.

## Setores
- EgyptAir Airlines
- EgyptAir Maintence & Engineer
- EgyptAir Ground Services
- EgyptAir Cargo
- EgyptAir Inflight Services
- EgyptAir Tourism & Duty Free Shops
- EgyptAir Medical Services
- EgyptAir Supplementary Industries Company
- EgyptAir Express

## Subsidiárias
- Air Cairo (40%)
- Smart Aviation Company (20%)
- Air Sinai (100%)

## Frota

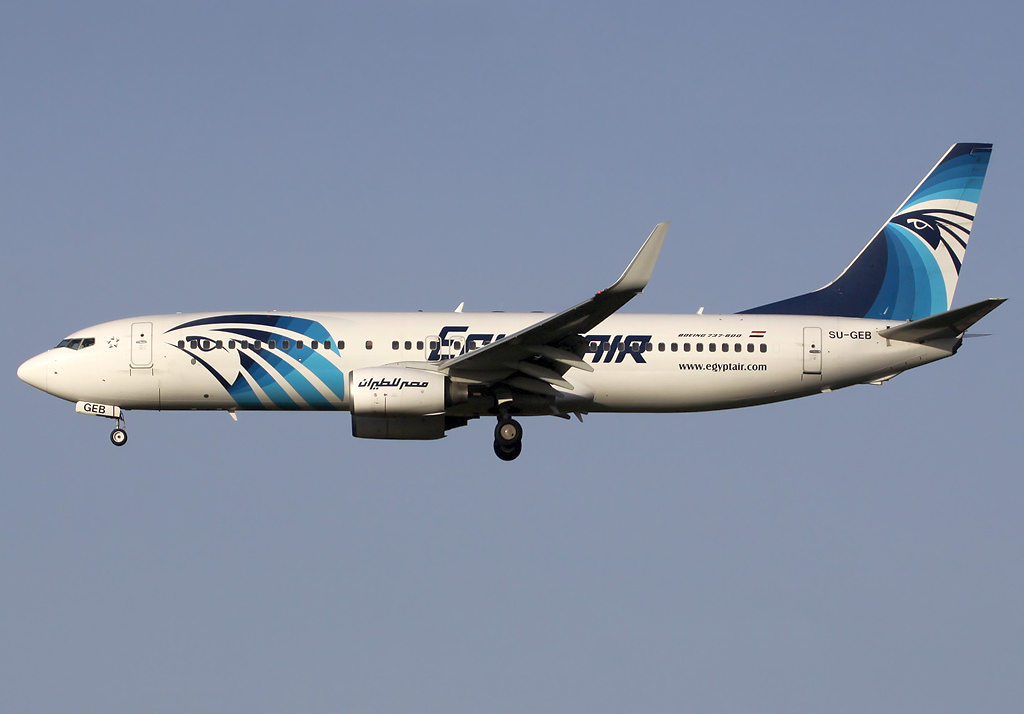
Boeing 737-800 da EgyptAir.

Em 2025,a frota da EgyptAir era composta pelas seguintes aeronaves:
- 8 Airbus A320Neo
- 7 Airbus A321Neo
- 4 Airbus A330-200
- 4 Airbus A330-300
- 29 Boeing 737-800
- 6 Boeing 777-300ER
- 7 Boieng 787-9

Total:65 Aeronaves

## Acidentes e incidentes
- Voo EgyptAir 864, 25 de dezembro de 1976
- Voo EgyptAir 990, 31 de outubro de 1999
- Voo EgyptAir 804, 19 de maio de 2016